# Ага Мирак
Ага Мирак (пуно име Сејјид Ага Џелалудин Мирак ал-Хасани Есфахани) био је познати персијски сликар из 16. века у краљевској радионици сафавидског Шаха Тахмаспа.

## Живот
Постоји мало података о његовом животу, зна се да је пореклом сејид из Исфахана, и да је био ученик великог мајстора минијатуре Бехзада, да је био близак са шахом и писао је поезију.
Као један од дворских уметника, Ага Мирак био је колега високо цењеног сликара Султана Мухамеда. Такође је био учитељ сликања Шаха Кулија, персијског сликара који је касније радио на двору отоманског владара Сулејмана Величанственог. Био је слободног духа и склон поезији и уживању, па је постао близак пријатељ сафавидског шаха Тахмаспа Првог, који је био посвећени заштитник уметности.

## Дела
Радови који се приписују његовом младалачком периоду у 1520-им годинама имају напето компоноване пејзаже испуњене са неколико великих фигура. Прелазни период у раним 1530-тим био је праћен зрелим радовима произведеним од краја 1530-их до 1555, у којима су композиције сложеније, а боје суптилније. По мишљењу Диксона и Велча, уметник се крајем живота вратио свом младалачком стилу у две слике из Џамијевог дела Хафт оуранг (Седам престола), сачињене између 1556. и 1565 за копију Ибрахима Мирзе.
Хроничар Дуст Мухамед 1544. године пише да је Ага Мирак заједно са Мир Мусавиром осликао зидове палате Бахрама Мирзе у Табризу као и илустрације за краљевске рукописе, укључујући Шахнаму Шаха Тахмаспа, копију Фирдусијеве Шахнаме и Незамијеву Хамсу (Петорка). Сам Мирза га 1550. године спомиње као главног међу Тахмасповим уметницима и хвали његове вештине у сликарству и цртању фигура. Други савремени аутор, Кутбудин Мухамед Кесак из Јазда, пишући 1556-57, ставља Ага Мирака као последњег у низу сликара непосредно пре његове расправе о самом Шаху Тахмаспу тврдећи да је био вешт у свим сликарским жанровима. Ове изјаве сугеришу да је Ага Мирак остао блиски сарадник Шах Тахмаспа чак и у периоду између 1544. и 1556-57. када је шахов ентузијазам за сликање опадао. Овај период сумње је кулминирао 1556. године када је Шах Тахмасп изгубио интерес за уметничко покровитељство. Према Кази Ахмаду, Ага Мирак је на крају добио бирократски положај добављача на двору Шаха Тахмаспа.
Рукопис Хамса, сачињен између 1539. и 1543. године, има четири илустрације које носе атрибуте Ага Мирака. Диксон и Велч су приписали друге слике Ага Мираку из монументалне копије Шахнаме сачињене за Шаха Тахмаспа, и користили су ове атрибуције да би дефинисали четири периода у животу уметника.
Упркос бескрајним похвалама које су му изрекли сафавидски аутори, мало је чврстих доказа из којих се може реконструисати лични стил или уметнички допринос Ага Мирака.
Нису познати радови које је потписао.